# Mys (Toreut)
Mys (altgriechisch Μῦς, sinngemäß der Mysier) war ein antiker griechischer Toreut (Metallbildner), der wahrscheinlich in der zweiten Hälfte des 5. Jahrhunderts v. Chr. in Athen tätig war.
Mys galt in der Antike als einer der berühmtesten Handwerker mit dem Werkstoff Metall. Plinius der Ältere stellt ihn in seiner Naturalis historia auf eine Ebene mit Akragas, Mentor und Boethos, Martial gar auf eine Ebene mit Myron, Mentor und Polyklet. Die Kunstfertigkeit des Mys war in der Antike geradezu sprichwörtlich, ganz besonders wurden seine Akanthusblätter gerühmt. Ihm werden mehrere technische und künstlerische Neuerungen zugeschrieben, insbesondere die Henkel in Form von Heraklesknoten. Keines seiner Werke wurde überliefert.
Mys’ bedeutendstes Werk war laut Plinius, zudem bei Athenaios überliefert, der Schild der Athena Promachos des Phidias. Dazu sollte wie auch für mehrere andere seiner Werke der Maler Parrhasios die zeichnerische Vorlage geliefert, Mys allein die technische Ausführung geleistet haben. Der Bronzeschild zeigte von Mys getriebene Reliefs vom Kampf der Lapithen und Kentauren („Kentauromachie“). Die Gestaltung der Athene wird nicht unbestritten in den Zeitraum um das Jahr 440 v. Chr. datiert, woraus sich auch die Lebens- und Schaffenszeit des Mys ergibt. Bei Athenaois wird Mys zusätzlich ein Becher mit der Darstellung der Iliupersis (der Fall Trojas) nach Vorlage des Parrhasios zugeschrieben, bei Plinius ein Becher mit der Darstellung von Silenen und Eroten, der im Tempel des Dionysos auf Rhodos aufbewahrt worden war.
In einer der attischen Schatzmeisterurkunden aus dem Jahr 334/333 v. Chr. wird ein Toreut Mys erwähnt, manchmal werden beide Mys gleich gesetzt, was allerdings eine spätere Datierung des Schildes der Athena Promachos bedeuten würde.